# Crespignano
Crespignano è una frazione del comune italiano di Calci, nella provincia di Pisa, in Toscana.

## Geografia fisica
Il borgo di Crespignano è situato al limite meridionale del territorio del comune di Calci, al confine con quello di Vicopisano, sulla riva destra del fiume Arno. Situato nel piano del torrente Zambra di Montemagno (4 km), che lambisce il borgo a nord-ovest, sorge a 20 m di altitudine alle pendici occidentali del Monte Verruca (537 m), a nord dell'altura del Monte Bianco (145 m).
Crespignano confina a nord con le frazioni La Corte e Nicosia, ad ovest con Caprona e a sud con Uliveto Terme. Dista inoltre poco più di 3 km dal capoluogo comunale e circa 12 km da Pisa.

## Storia
Secondo alcuni, il toponimo sarebbe da ricondurre ad un tale Crespinus, colono della zona, secondo il fenomeno onomastico dei prediali romani.
La località si ritrova citata per la prima volta in un documento del 1024, relativo alla donazione di un appezzamento di terra situato a Crespignano presso Caprona a favore di Bono, abate camaldolese di San Michele in Borgo. Nel corso del XIV secolo questa località fu scelta e frequentata come "luogo di delizie". Proprietà storica dei conti Upezzinghi, Crespignano fu poi venduto al marchese Vittorio Cubbe sul finire del XIX secolo.
Nel 1951 erano censiti 63 abitanti, poi scesi a 56 nel 1961 e a 36 nel 1981; a partire dal 2001 la popolazione di Crespignano non è più censita.

## Monumenti e luoghi d'interesse
- Chiesa di San Martino, edificio di culto della frazione, risale all'epoca medievale ed era inserita nella parrocchia di Caprona.[4] È ricordata in un privilegio del 1587 che permetteva a Leonardo Cambini, signore della zona, e ai suoi eredi di nominare un pievano per la chiesa alternativamente con il vescovo di Pisa.[4] Ai Cambini succedettero i Bracci, e fino alla fine del XIX secolo era ancora possibile vedere sulla facciata della chiesa lo stemma di questa famiglia.[4]

- Villa Grassi Mariani Fabbri, oggi Tellini, storica villa padronale di Crespignano,[4] sorge sui resti di tre edifici antichi ed è appartenuta nei secoli a numerose importanti famiglie toscane.[5] Appartiene oggi alla famiglia Tellini, eredi dei Grassi Mariani Fabbri, che l'hanno trasformata in azienda agrituristica e frantoio.[5]